# Rot-Weiss Essen 1978-1979
Questa voce raccoglie le informazioni riguardanti il Rot-Weiss Essen nelle competizioni ufficiali della stagione 1978-1979.

## Stagione
Nella stagione 1978-1979 il Rot Weiss Essen, allenato da Diethelm Ferner, concluse il campionato di 2. Bundesliga al 8º posto. In Coppa di Germania il Rot Weiss Essen fu eliminato al primo turno dal Friburgo.

## Rosa
| N. |                     | Ruolo | Calciatore                 |
| -- | ------------------- | ----- | -------------------------- |
|    | Germania (bandiera) | P     | Fritz Herrndorf            |
|    | Germania (bandiera) | P     | Detlef Schneider           |
|    | Germania (bandiera) | D     | Eckhard Berlau-Kirschstein |
|    | Germania (bandiera) | D     | Karl-Heinz Gundersdorff    |
|    | Germania (bandiera) | D     | Matthias Herget            |
|    | Germania (bandiera) | D     | Hartmut Huhse              |
|    | Germania (bandiera) | D     | Dietmar Klinger            |
|    | Germania (bandiera) | D     | Heinz Martens              |
|    | Germania (bandiera) | D     | Gerd Wieczorkowski         |
|    | Germania (bandiera) | D     | Detlef Wiemers             |
|    | Germania (bandiera) | C     | Dieter Bartel              |

| N. |                     | Ruolo | Calciatore            |
| -- | ------------------- | ----- | --------------------- |
|    | Germania (bandiera) | C     | Siegfried Bönighausen |
|    | Germania (bandiera) | C     | Peter Ehmke           |
|    | Germania (bandiera) | C     | Jürgen Kaminsky       |
|    | Germania (bandiera) | C     | Manfred Mannebach     |
|    | Germania (bandiera) | C     | Wolfgang Patzke       |
|    | Germania (bandiera) | A     | Roger Büschert        |
|    | Germania (bandiera) | A     | Urban Klausmann       |
|    | Germania (bandiera) | A     | Karlheinz Meininger   |
|    | Germania (bandiera) | A     | Frank Mill            |
|    | Germania (bandiera) | A     | Hans-Jürgen Sperlich  |

## Organigramma societario
Area tecnica
- Allenatore: Diethelm Ferner
- Allenatore in seconda:
- Preparatore dei portieri:
- Preparatori atletici:

## Calciomercato

### Sessione estiva
| Acquisti | Acquisti                | Acquisti                   | Acquisti |
| R.       | Nome                    | da                         | Modalità |
| -------- | ----------------------- | -------------------------- | -------- |
| C        | Dieter Bartel           | VfR Bürstadt               |          |
| D        | Karl-Heinz Gundersdorff | Rot-Weiss Essen (juniores) |          |
| D        | Matthias Herget         | Bochum                     |          |
| P        | Fritz Herrndorf         | Herford                    |          |
| A        | Urban Klausmann         | Schwarz-Weiß Essen         |          |
| C        | Manfred Mannebach       | St. Pauli                  |          |
| A        | Karlheinz Meininger     | Werder Brema               |          |
| P        | Detlef Schneider        | Rot-Weiss Essen (juniores) |          |

| Cessioni | Cessioni       | Cessioni      | Cessioni |
| R.       | Nome           | a             | Modalità |
| -------- | -------------- | ------------- | -------- |
| P        | Heinz Blasey   | Hannover 96   |          |
| A        | André de Nul   | Ternat        |          |
| C        | Hans Dörre     | FV Bad Honnef |          |
| C        | Günter Fürhoff | Würzburg      |          |
| A        | Horst Hrubesch | Amburgo       |          |

### Sessione invernale
| Acquisti | Acquisti | Acquisti | Acquisti |
| R.       | Nome     | da       | Modalità |
| -------- | -------- | -------- | -------- |

| Cessioni | Cessioni | Cessioni | Cessioni |
| R.       | Nome     | a        | Modalità |
| -------- | -------- | -------- | -------- |

## Risultati

### 2. Bundesliga

#### Girone di andata
| Arbitro: | Niemann |

|            |           |                  |
| Hansen 12’ | Marcatori | 69’ (rig.) Ehmke |

| Arbitro: | Eschweiler |

|                                                  |           |                                |
| Bönighausen 25’ Ehmke 59’ Meininger 74’ Mill 82’ | Marcatori | 60’ Clute-Simon 83’ Goscianiak |

| Arbitro: | Glasneck |

|                     |           |                                  |
| Schatzschneider 86’ | Marcatori | 57’, 69’ Meininger 75’ Klausmann |

| Arbitro: | Assenmacher |

|                            |           |  |
| Mill 31’ Bartel 39’ (rig.) | Marcatori |  |

| Arbitro: | Risse |

|              |           |  |
| Montanes 75’ | Marcatori |  |

| Arbitro: | Redelfs |

|                                      |           |                       |
| Klausmann 17’ Meininger 27’ Mill 34’ | Marcatori | 24’, 57’, 73’ Lüttges |

| Arbitro: | Heitmann |

|            |           |  |
| Knodel 81’ | Marcatori |  |

| Arbitro: | Kohnen |

|                                                           |           |                 |
| Ehmke 5’ Bartel 24’ Mill 29’, 54’, 80’, 82’ Meininger 76’ | Marcatori | 73’, 75’ Kunkel |

| Arbitro: | Rieb |

|                     |           |                          |
| Scheer 56’ Wolf 70’ | Marcatori | 2’ Bönighausen 85’ Ehmke |

| Arbitro: | Gabriel |

|            |           |           |
| Bartel 17’ | Marcatori | 63’ Graul |

| Arbitro: | Waltert |

|                                               |           |  |
| Szech 20’ Bruckmann 51’, 80’ Huhse 64’ (aut.) | Marcatori |  |

| Arbitro: | Roth |

|                          |           |            |
| Klinger 1’ Mannebach 49’ | Marcatori | 65’ Roloff |

| Arbitro: | Retzmann |

|                        |           |                              |
| Witt 68’ Haltenhof 90’ | Marcatori | 22’ Bönighausen 88’ Kaminsky |

| Arbitro: | Wippker |

|                                    |           |  |
| Patzke 31’ Ehmke 36’ Mannebach 57’ | Marcatori |  |

| Arbitro: | Uhlig |

|           |           |             |
| Fagot 70’ | Marcatori | 45’ Klinger |

| Arbitro: | Teichert |

|                                                      |           |                |
| Bönighausen 17’, 51’ Berlau-Kirschstein 55’ Mill 68’ | Marcatori | 27’ Beverungen |

| Arbitro: | Kespohl |

|                                |           |                       |
| Pinkall 22’, 50’ Czizewski 71’ | Marcatori | 9’ Mill 59’ Meininger |

| Arbitro: | Gabor |

|                          |           |           |
| Meininger 25’ Bartel 90’ | Marcatori | 75’ Lücke |

| Arbitro: | Gabriel |

|                                    |           |           |
| Krüger 5’ Seegler 31’ de Vries 84’ | Marcatori | 19’ Ehmke |

#### Girone di ritorno
| Arbitro: | Horstmann |

|  |           |                       |
|  | Marcatori | 12’ Ziegert 82’ Vogel |

| Arbitro: | Prinz |

|                               |           |  |
| Goscianiak 65’ Scheermann 90’ | Marcatori |  |

| Arbitro: | Kasperowski |

|                      |           |                       |
| Bartel 67’ Ehmke 69’ | Marcatori | 88’ Volkmer 89’ Sagna |

| Arbitro: | Brückner |

|            |           |             |
| Kaczor 43’ | Marcatori | 16’ Klinger |

| Arbitro: | Redelfs |

|                                     |           |  |
| Mannebach 6’ Meininger 53’ Mill 72’ | Marcatori |  |

| Arbitro: | Richter |

|               |           |  |
| Brinkmann 14’ | Marcatori |  |

| Arbitro: | Filipiak |

|                                       |           |                         |
| Meininger 3’ Mill 13’ Bönighausen 27’ | Marcatori | 50’ Lindner 74’ Liedtke |

| Arbitro: | Eschweiler |

|  |           |               |
|  | Marcatori | 89’ Mannebach |

| Arbitro: | Brückner |

|             |           |                                         |
| Klinger 25’ | Marcatori | 21’ Beverungen 41’ Laufer 62’ Kuczinski |

| Arbitro: | Zittrich |

|                 |           |                         |
| Ludwig 57’, 77’ | Marcatori | 65’ Ehmke 90’ Meininger |

| Arbitro: | Niemann |

|                                            |           |                                  |
| Meininger 17’ Bartel 27’ (rig.) Herget 76’ | Marcatori | 1’ Szech 17’ Hermann 68’ Brücken |

| Arbitro: | Kohnen |

|                                            |           |  |
| Bebensee 12’ Schmotz 24’ Mrosko 76’ (rig.) | Marcatori |  |

| Arbitro: | Schön |

|                     |           |  |
| Mill 59’ Bartel 82’ | Marcatori |  |

| Arbitro: | Kopka |

|            |           |                     |
| Wagner 23’ | Marcatori | 38’ Bartel 58’ Mill |

| Arbitro: | Assenmacher |

|                                         |           |          |
| Mill 12’, 59’ Wiemers 38’ Klausmann 46’ | Marcatori | 71’ Zorr |

| Arbitro: | Kespohl |

|                           |           |            |
| Hieronymus 77’ Demuth 81’ | Marcatori | 41’ Herget |

| Arbitro: | Milkert |

|            |           |                                 |
| Bartel 48’ | Marcatori | 34’ Pinkall 52’, 85’ Jendrossek |

| Arbitro: | Assenmacher |

|                               |           |               |
| Kosien 3’ Lücke 25’ Peter 43’ | Marcatori | 87’ Meininger |

| Arbitro: | Fiene |

|            |           |               |
| Patzke 57’ | Marcatori | 89’ Jovanovic |

### Coppa di Germania
| Arbitro: | Joos |

|                                 |           |               |
| Deinert 4’ Zacher 67’ Willi 74’ | Marcatori | 51’ Meininger |

## Statistiche

### Statistiche di squadra
| Competizione      | Punti | In casa | In casa | In casa | In casa | In casa | In casa | In trasferta | In trasferta | In trasferta | In trasferta | In trasferta | In trasferta | Totale | Totale | Totale | Totale | Totale | Totale | DR |
| Competizione      | Punti | G       | V       | N       | P       | Gf      | Gs      | G            | V            | N            | P            | Gf           | Gs           | G      | V      | N      | P      | Gf     | Gs     | DR |
| ----------------- | ----- | ------- | ------- | ------- | ------- | ------- | ------- | ------------ | ------------ | ------------ | ------------ | ------------ | ------------ | ------ | ------ | ------ | ------ | ------ | ------ | -- |
| 2. Bundesliga     | 39    | 19      | 11      | 5       | 3       | 48      | 28      | 19           | 3            | 6            | 10           | 20           | 34           | 38     | 14     | 11     | 13     | 68     | 62     | +6 |
| Coppa di Germania | -     | 0       | 0       | 0       | 0       | 0       | 0       | 1            | 0            | 0            | 1            | 1            | 3            | 1      | 0      | 0      | 1      | 1      | 3      | -2 |
| Totale            | 39    | 19      | 11      | 5       | 3       | 48      | 28      | 20           | 3            | 6            | 11           | 21           | 37           | 39     | 14     | 11     | 14     | 69     | 65     | +4 |

### Andamento in campionato
| Giornata  | 1 | 2 | 3 | 4 | 5 | 6 | 7 | 8 | 9 | 10 | 11 | 12 | 13 | 14 | 15 | 16 | 17 | 18 | 19 | 20 | 21 | 22 | 23 | 24 | 25 | 26 | 27 | 28 | 29 | 30 | 31 | 32 | 33 | 34 | 35 | 36 | 37 | 38 |
| --------- | - | - | - | - | - | - | - | - | - | -- | -- | -- | -- | -- | -- | -- | -- | -- | -- | -- | -- | -- | -- | -- | -- | -- | -- | -- | -- | -- | -- | -- | -- | -- | -- | -- | -- | -- |
| Luogo     | T | C | T | C | T | C | T | C | T | C  | T  | C  | T  | C  | T  | C  | T  | C  | T  | C  | T  | C  | T  | C  | T  | C  | T  | C  | T  | C  | T  | C  | T  | C  | T  | C  | T  | C  |
| Risultato | N | V | V | V | P | N | P | V | N | N  | P  | V  | N  | V  | N  | V  | P  | V  | P  | P  | P  | N  | N  | V  | P  | V  | V  | P  | N  | N  | P  | V  | V  | V  | P  | P  | P  | N  |
| Posizione | 9 | 3 | 3 | 3 | 3 | 3 | 5 | 4 | 3 | 4  | 6  | 5  | 4  | 4  | 4  | 4  | 4  | 4  | 5  | 5  | 7  | 6  | 8  | 6  | 8  | 7  | 7  | 8  | 8  | 8  | 8  | 7  | 7  | 7  | 7  | 7  | 7  | 8  |

Legenda:

Luogo: C = Casa; T = Trasferta. Risultato: V = Vittoria; N = Pareggio; P = Sconfitta.

### Statistiche dei giocatori
| Giocatore             | 2. Bundesliga | 2. Bundesliga | 2. Bundesliga | 2. Bundesliga | Coppa di Germania | Coppa di Germania | Coppa di Germania | Coppa di Germania | Totale   | Totale | Totale      | Totale     |
| Giocatore             | Presenze      | Reti          | Ammonizioni   | Espulsioni    | Presenze          | Reti              | Ammonizioni       | Espulsioni        | Presenze | Reti   | Ammonizioni | Espulsioni |
| --------------------- | ------------- | ------------- | ------------- | ------------- | ----------------- | ----------------- | ----------------- | ----------------- | -------- | ------ | ----------- | ---------- |
| D. Bartel             | 31            | 9             | 4             | 1             | 1                 | 0                 | 0                 | 0                 | 32       | 9      | 4           | 1          |
| E. Berlau-Kirschstein | 31            | 1             | 3             | 0             | 1                 | 0                 | 0                 | 0                 | 32       | 1      | 3           | 0          |
| S. Bönighausen        | 31            | 6             | 5             | 0             | 1                 | 0                 | 0                 | 0                 | 32       | 6      | 5           | 0          |
| R. Büschert           | 1             | 0             | 1             | 0             | 0                 | 0                 | 0                 | 0                 | 1        | 0      | 1           | 0          |
| P. Ehmke              | 35            | 8             | 2             | 0             | 1                 | 0                 | 0                 | 0                 | 36       | 8      | 2           | 0          |
| K. Gundersdorff       | 1             | 0             | 0             | 0             | 0                 | 0                 | 0                 | 0                 | 1        | 0      | 0           | 0          |
| M. Herget             | 32            | 2             | 5             | 0             | 1                 | 0                 | 0                 | 0                 | 33       | 2      | 5           | 0          |
| F. Herrndorf          | 30            | 0             | 1             | 0             | 1                 | 0                 | 0                 | 0                 | 31       | 0      | 1           | 0          |
| H. Huhse              | 19            | 0             | 5             | 0             | 1                 | 0                 | 0                 | 0                 | 20       | 0      | 5           | 0          |
| J. Kaminsky           | 25            | 1             | 1             | 0             | 0                 | 0                 | 0                 | 0                 | 25       | 1      | 1           | 0          |
| U. Klausmann          | 31            | 3             | 2             | 0             | 1                 | 0                 | 0                 | 0                 | 32       | 3      | 2           | 0          |
| D. Klinger            | 25            | 4             | 1             | 0             | 0                 | 0                 | 0                 | 0                 | 25       | 4      | 1           | 0          |
| M. Mannebach          | 37            | 4             | 4             | 0             | 1                 | 0                 | 0                 | 0                 | 38       | 4      | 4           | 0          |
| H. Martens            | 9             | 0             | 0             | 0             | 0                 | 0                 | 0                 | 0                 | 9        | 0      | 0           | 0          |
| K. Meininger          | 31            | 12            | 0             | 0             | 1                 | 1                 | 0                 | 0                 | 32       | 13     | 0           | 0          |
| F. Mill               | 38            | 15            | 5             | 0             | 1                 | 0                 | 0                 | 0                 | 39       | 15     | 5           | 0          |
| W. Patzke             | 16            | 2             | 1             | 0             | 1                 | 0                 | 0                 | 0                 | 17       | 2      | 1           | 0          |
| D. Schneider          | 9             | 0             | 0             | 0             | 0                 | 0                 | 0                 | 0                 | 9        | 0      | 0           | 0          |
| H. Sperlich           | 23            | 0             | 1             | 0             | 1                 | 0                 | 0                 | 0                 | 24       | 0      | 1           | 0          |
| G. Wieczorkowski      | 5             | 0             | 0             | 0             | 0                 | 0                 | 0                 | 0                 | 5        | 0      | 0           | 0          |
| D. Wiemers            | 20            | 1             | 1             | 0             | 0                 | 0                 | 0                 | 0                 | 20       | 1      | 1           | 0          |